# Timothy Harris
Timothy Sylvester Harris (Tabernacle, 6 de diciembre de 1964) es un político de Sancristobaleño que se desempeñó como primer ministro de San Cristóbal y Nieves desde 2015 hasta 2022. Anteriormente se desempeñó como ministro de Relaciones Exteriores del 10 de agosto de 2001 al 25 de enero de 2008, como ministro de Finanzas de 2008 a 2010 y como ministro principal y ministro de Agricultura de 2010 a 2013.

## Biografía
Graduado de la Universidad de las Indias Occidentales, Timothy Harris fue ministro de Relaciones Exteriores de San Cristóbal y Nieves entre 2001 y 2008, ministro de Finanzas de 2008 a 2010 y ministro de Agricultura entre 2010 y 2013. Miembro del Partido Laborista, lo dejó en 2013 para fundar el Partido Laborista del Pueblo. Dos años más tarde, ganó las elecciones legislativas del 16 de febrero de 2015 por medio de la coalición Unidad en Equipo, y sucedió a Denzil Douglas como primer ministro.